# Saint-Loup (Nièvre)
Saint-Loup è un comune francese di 460 abitanti situato nel dipartimento della Nièvre nella regione della Borgogna-Franca Contea.

## Società

### Evoluzione demografica
Abitanti censiti